# Giovanni Troupée
Giovanni Troupée (Amsterdam, 20 maart 1998) is een Nederlands-Curaçaos voetballer die doorgaans als rechtsback speelt. Hij komt uit voor TOP Oss.

## Clubcarrière
Troupée maakte op 17 mei 2015 zijn debuut in het betaald voetbal in het shirt van FC Utrecht. Hij kwam die dag tijdens een competitiewedstrijd uit tegen Vitesse (3-3) in de 62e minuut in het veld als vervanger voor de ook debuterende Jelle de Lange. Troupée werd onder coach Erik ten Hag in het seizoen 2016/17 basisspeler. De club plaatste zich dat jaar voor de Europa League door vierde te worden in de Eredivisie en daarna de play-offs te winnen. Eind augustus 2018 werd Troupée voor een seizoen verhuurd aan ADO Den Haag. In seizoen 2019/20 keerde hij terug naar FC Utrecht, maar had daar geen zicht op veel speeltijd. De tweede helft van het seizoen verhuurde FC Utrecht hem aan FC Twente. Tot het afbreken van het seizoen vanwege de coronapandemie kwam hij tot acht wedstrijden.
In seizoen 2020/21 keerde Troupée terug naar FC Utrecht, waar hij echter maar beperkte speeltijd kreeg. Aan het einde van het seizoen verliet hij de club transfervrij en tekende hij een eenjarig contract bij FC Twente. In zijn tweede tijd bij Twente speelde hij nog 21 wedstrijden. Na een halfjaar clubloos te zijn geweest, sloot Troupée in januari 2023 aan bij Lokomotiv Plovdiv. Hij speelde daar slechts negen wedstrijden.
Medio 2023 ging Troupée naar TOP Oss. Hij debuteerde op 20 oktober 2023 tegen Jong AZ (0-3). Hij werd snel basisspeler, en scoorde op 27 september 2024 zijn eerste doelpunt tegen MVV Maastricht.

## Interlandcarrière
Doordat de moeder van Troupée van Curaçaose afkomst is, kan de rechtsback ook uitkomen voor het nationale elftal van dat land. Zodoende maakte de in Amsterdam geboren verdediger op 29 maart 2023 zijn debuut tegen wereldkampioen Argentinië. Troupéé was in zijn debuutwedstrijd de directe tegenstander van Lionel Messi. Curaçao verloor met 7-0.

## Clubstatistieken
| Seizoen                    | Club            | Competitie      | Competitie | Competitie | Beker | Beker | Internationaal | Internationaal | Overig | Overig | Totaal | Totaal |
| Seizoen                    | Club            | Competitie      | Wed.       | Dlp.       | Wed.  | Dlp.  | Wed.           | Dlp.           | Wed.   | Dlp.   | Wed.   | Dlp.   |
| -------------------------- | --------------- | --------------- | ---------- | ---------- | ----- | ----- | -------------- | -------------- | ------ | ------ | ------ | ------ |
| 2014/15                    | FC Utrecht      | Eredivisie      | 1          | 0          | 0     | 0     | 0              | 0              | 0      | 0      | 1      | 0      |
| 2015/16                    | FC Utrecht      | Eredivisie      | 3          | 0          | 0     | 0     | 0              | 0              | 4      | 1      | 7      | 1      |
| 2016/17                    | FC Utrecht      | Eredivisie      | 29         | 3          | 4     | 1     | 0              | 0              | 2      | 0      | 35     | 4      |
| 2017/18                    | FC Utrecht      | Eredivisie      | 13         | 0          | 1     | 0     | 3              | 0              | 4      | 0      | 21     | 0      |
| 2017/18                    | Jong FC Utrecht | Eerste divisie  | 8          | 1          | 0     | 0     | 0              | 0              | 0      | 0      | 8      | 1      |
| 2018/19                    | FC Utrecht      | Eredivisie      | 1          | 0          | 0     | 0     | 0              | 0              | 0      | 0      | 1      | 0      |
| 2018/19                    | → ADO Den Haag  | Eredivisie      | 21         | 1          | 2     | 0     | 0              | 0              | 0      | 0      | 23     | 1      |
| 2019/20                    | FC Utrecht      | Eredivisie      | 8          | 0          | 1     | 0     | 1              | 0              | 0      | 0      | 10     | 0      |
| 2019/20                    | Jong FC Utrecht | Eerste divisie  | 4          | 0          | 0     | 0     | 0              | 0              | 0      | 0      | 4      | 0      |
| 2019/20                    | → FC Twente     | Eredivisie      | 8          | 0          | 0     | 0     | 0              | 0              | 0      | 0      | 8      | 0      |
| 2020/21                    | FC Utrecht      | Eredivisie      | 6          | 0          | 1     | 0     | 0              | 0              | 0      | 0      | 7      | 0      |
| 2020/21                    | Jong FC Utrecht | Eerste divisie  | 5          | 0          | 0     | 0     | 0              | 0              | 0      | 0      | 5      | 0      |
| 2021/22                    | FC Twente       | Eredivisie      | 21         | 0          | 3     | 1     | 0              | 0              | 0      | 0      | 24     | 1      |
| 2022/23                    | Botev Plovdiv   | Parva Liga      | 6          | 0          | 0     | 0     | 0              | 0              | 3      | 0      | 9      | 0      |
| 2023/24                    | Botev Plovdiv   | Parva Liga      | 0          | 0          | 0     | 0     | 0              | 0              | 0      | 0      | 0      | 0      |
| 2023/24                    | TOP Oss         | Eerste divisie  | 19         | 0          | 1     | 0     | 0              | 0              | 0      | 0      | 20     | 0      |
| 2024/25                    | TOP Oss         | Eerste divisie  | 31         | 2          | 0     | 0     | 0              | 0              | 0      | 0      | 31     | 2      |
| Carrière totaal            | Carrière totaal | Carrière totaal | 184        | 7          | 13    | 2     | 4              | 0              | 13     | 1      | 214    | 10     |
| Bijgewerkt t/m 7 juni 2025 |                 |                 |            |            |       |       |                |                |        |        |        |        |